# 拓跋長壽
拓跋長壽（5世紀—474年2月9日），追尊魏景穆帝拓跋晃之子，生母劉椒房，北魏宗室、官员。

## 生平
皇興二年九月辛亥（468年10月10日） ，拓跋長壽被封為城陽王，出任征西大將軍、外都大官。後來担任沃野鎮都大將。拓跋長壽性格聰惠，擅于安抚结交，在鎮時很有威名。延興五年十二月己丑（476年2月9日），拓跋长寿去世，谥号康王。

## 家庭

### 王妃
- 麴氏，北凉扬列将军、浇河郡太守麴宁孙长女[9]

### 儿子
- 拓跋多侯，早逝
- 元鸾，北魏安北将军、定州刺史、城阳怀王

## 延伸阅读
[在维基数据编辑]
 《魏書·卷19下》，出自魏收《魏书》
 《北史·卷018》，出自李延壽《北史》